# Sandrans

Sandrans este o comună în departamentul Ain din estul Franței.